# 六手
六手（むて）は、千葉県君津市の地名。丁番を持たない単独町名で、郵便番号は299-1111。

## 地理
市内西部、小糸川支流の馬登川左岸に位置する。地内北部には水田が広がり、西部から南部は山林となっている。
また、南に離れた場所に飛地が存在し（北緯35度16分31秒 東経139度56分56秒 / 北緯35.27528度 東経139.94889度）、こちらはほぼ全域が山林である。
北で中島、東で泉、南東で尾車、南で皿引・大山野、西で宮下・常代、北西で三直とそれぞれ接する（いずれも君津市）。また飛地部分は北で白駒（飛地）、東で草牛、南から西にかけて馬登とそれぞれ接する（いずれも君津市）。

### 河川
- 小糸川 - 北西の端でわずかに面しているのみだが、千葉県道164号荻作君津線がこの部分を通過している。三直地区との境界をなす。
- 馬登川 - 東部から北部にかけて流れ、泉・中島両地区との境界をなす。

## 歴史

### 地名の由来
日本武尊の東征伝説において、日本武尊が豪族・阿久留王と戦った時、阿久留王の手下の手が斬り落とされ、それが6つ当地に流れ着いたことにちなむとされる。

### 沿革
- 江戸時代 - 周淮郡六手村成立。延享年間には旗本河内氏・御手洗氏・筧氏・井上氏・斎藤氏・小俣氏の相給、後には小俣氏を除く5氏の相給[4]。
  - 嘉永年間 - ペリー来航に際し、六手村から江戸屋敷に6人の人足を送る[4]。
- 1873年（明治6年） - 六手村、千葉県に所属[4]。
- 1889年（明治22年）4月1日 - 町村制施行により周淮郡周南村大字六手となる[4]。
- 1897年（明治30年）4月1日 - 周南村、郡統合により君津郡所属となる。
- 1954年（昭和29年）3月31日 - 周南村と君津町（初代）・貞元村が合併し君津郡君津町（2代目）が成立、同町の大字となる。
- 1971年（昭和46年）9月1日 - 君津町が市制施行し、君津市となる。
- 2003年（平成15年）3月3日 - 君津市道六手貞元線全通[5]。

## 世帯数と人口
2019年（令和元年）9月30日現在の世帯数と人口は以下の通りである。
| 大字 | 世帯数  | 人口  |
| ---- | ------- | ----- |
| 六手 | 141世帯 | 337人 |

## 小・中学校の学区
市立小・中学校に通う場合、学区は以下の通りとなる。
| 番地 | 小学校             | 中学校             |
| ---- | ------------------ | ------------------ |
| 全域 | 君津市立周南小学校 | 君津市立周南中学校 |

## 交通
地内を通る鉄道路線はない。最寄駅はJR内房線君津駅。

### バス
- 日東交通
  - 周西線 君津製鐵所行・中島行
  - 三島線 木更津駅西口行・中島行
- 君津市コミュニティバス
  - 小糸川循環線（中島系統） 君津駅南口行・君津グラウンドゴルフ場行[注 1]

### 道路
高速道路
- 館山自動車道
  - 地内を南北に通過するが、施設はない（君津IC - 君津PA/SIC間）。

一般県道
- 千葉県道164号荻作君津線
  - 六三橋 - 三直との境界で小糸川を渡る橋。
  - 鹿野山表大橋 - 泉との境界で馬登川を渡る橋。

## 施設
- 六手公民館

## 史跡
- 附属寺
- 六手八幡神社
- 浅間神社
- 鹿島台遺跡